# 257-es busz (Budapest)
A budapesti 257-es jelzésű autóbusz a Hűvösvölgy és a Pesthidegkút között közlekedik körforgalmi járatként. A vonalat a Budapesti Közlekedési Zrt. üzemelteti. A járműveket az Óbudai autóbuszgarázs állítja ki.
A járat csak az egyik irányba közlekedik. A Hűvösvölgy végállomástól a Hidegkúti úton, a 64-es útvonalán halad a Solymári elágazás megállóhelyig. Innen a Máriaremetei úton halad tovább a Széchenyi utca megállóhelyig, ahonnan a 63-as útvonalán érkezik vissza Hűvösvölgy végállomásra.
Az ellentétes irányban az 57-es busz közlekedik.

## Története
Az 57-es buszok az 1970 és az 1980-as években körjáratszerűen közlekedtek, Pesthidegkút városrészt feltárva. Az eltérő irányú járatok azonban az első megállóhossznyi távon azonos útvonalon haladtak, illetve – annak ellenére, hogy a végállomásukon külön kocsiállásról indultak – az első megállójukba szintén azonos helyre, azonos irányból érkeztek, így szükség volt arra, hogy az 57-es viszonylatjelző tábla mellett kiegészítő tábla jelezze, hogy merre haladnak tovább Hűvösvölgy, Hidegkúti út megállóhelyet elhagyva. Ennek megfelelően az egyik irány buszainak sofőrjei a Remete, a másik irányba indulók pedig a Hidegkút feliratú táblát helyezték ki a szélvédő mögé, jól látható módon.
1994. április 1-jétől a Pesthidegkút irányú körforgalomban közlekedő 57-es buszok a 257-es jelzést kapták.
1999. július 6-ától az 57-es, a 157-es és 257-es buszok BKV Plusz megjelölést kaptak és a Népkert helyett az új Hűvösvölgy nevű végállomásról indultak. Ez a jelölés a kiírt menetrend betartásának fokozott pontosságára volt hivatott utalni, de csak aránylag rövid ideig volt érvényben.
2013. február 16-án a hűvösvölgyi járatoknál is bevezették az első ajtós felszállási rendet.

## Járművek
A 2008-as paraméterkönyv bevezetése után megjelentek az Alfa Localo típusú buszok is.

## Útvonala
| Hűvösvölgy → Pesthidegkút → Hűvösvölgy                                                                            | Hűvösvölgy → Pesthidegkút → Hűvösvölgy |
| --- | -------------------------------------- |
| Hűvösvölgy vá. – Hűvösvölgyi út – Hidegkúti út – Máriaremetei út – Hidegkúti út – Hűvösvölgyi út – Hűvösvölgy vá. |                                        |

## Megállóhelyei
Az átszállási kapcsolatok között az 57-es jelzésű járat nincsen feltüntetve, amely az ellenkező irányban közlekedik.
| 0  | Hűvösvölgy végállomás      |                                                                               |
| 1  | Bátori László utca         | 63, 64, 64A, 64B, 157, 157A, 164, 164B, 264                                   |
| 2  | Hunyadi János utca         | 64, 64A, 64B, 164, 164B, 264                                                  |
| 4  | Kossuth Lajos utca         | 64, 64A, 64B, 164, 164B, 264                                                  |
| 5  | Kölcsey utca               | 64, 64A, 64B, 164, 164B, 264                                                  |
| 6  | Mikszáth Kálmán utca       | 64, 64A, 64B, 164, 164B, 264                                                  |
| 7  | Községház utca             | 64, 64A, 64B, 164, 164B, 264                                                  |
| 8  | Templom utca (Kultúrkúria) | 64, 64A, 64B, 164, 164B, 264                                                  |
| 9  | Solymári elágazás          | 64, 64A, 64B, 164, 164B, 264                                                  |
| 10 | Gyarmati Dezső Uszoda      |                                                                               |
| 11 | Máriaremetei kegytemplom   | 157, 157A                                                                     |
| 12 | Csatlós utca               |                                                                               |
| 13 | Kerényi Frigyes utca       |                                                                               |
| 14 | Turul utca (kishíd)        |                                                                               |
| 15 | Széchenyi utca             | 63, 157, 157A                                                                 |
| 16 | Bükkfa utca                | 63, 157, 157A                                                                 |
| 18 | Bátori László utca         | 63, 64, 64A, 64B, 157, 157A, 164, 164B, 264                                   |
| 19 | Hűvösvölgy végállomás      | 29, 63, 64, 64A, 64B, 157, 157A, 164, 164B, 264 56, 56A, 59B, 61 Gyermekvasút |